# San Giuseppe Jato
Pour les articles homonymes, voir San Giuseppe et Jato (homonymie).
San Giuseppe Jato est une commune italienne de la province de Palerme, dans la région Sicile.

## Administration
| Période                                  | Période | Identité | Étiquette | Qualité |
| ---------------------------------------- | ------- | -------- | --------- | ------- |
|                                          |         |          |           |         |
| Les données manquantes sont à compléter. |         |          |           |         |

### Communes limitrophes
Monreale, San Cipirello.